# NGC 7380
NGC 7380 (również OCL 244 lub Mgławica Czarodzieja) – młoda gromada otwarta znajdująca się w gwiazdozbiorze Cefeusza. Została odkryta 7 sierpnia 1787 roku przez Caroline Herschel. Jest położona w odległości ok. 7,2 tys. lat świetlnych od Słońca. Mgławica otaczająca gromadę nazywana jest Mgławicą Czarodzieja.

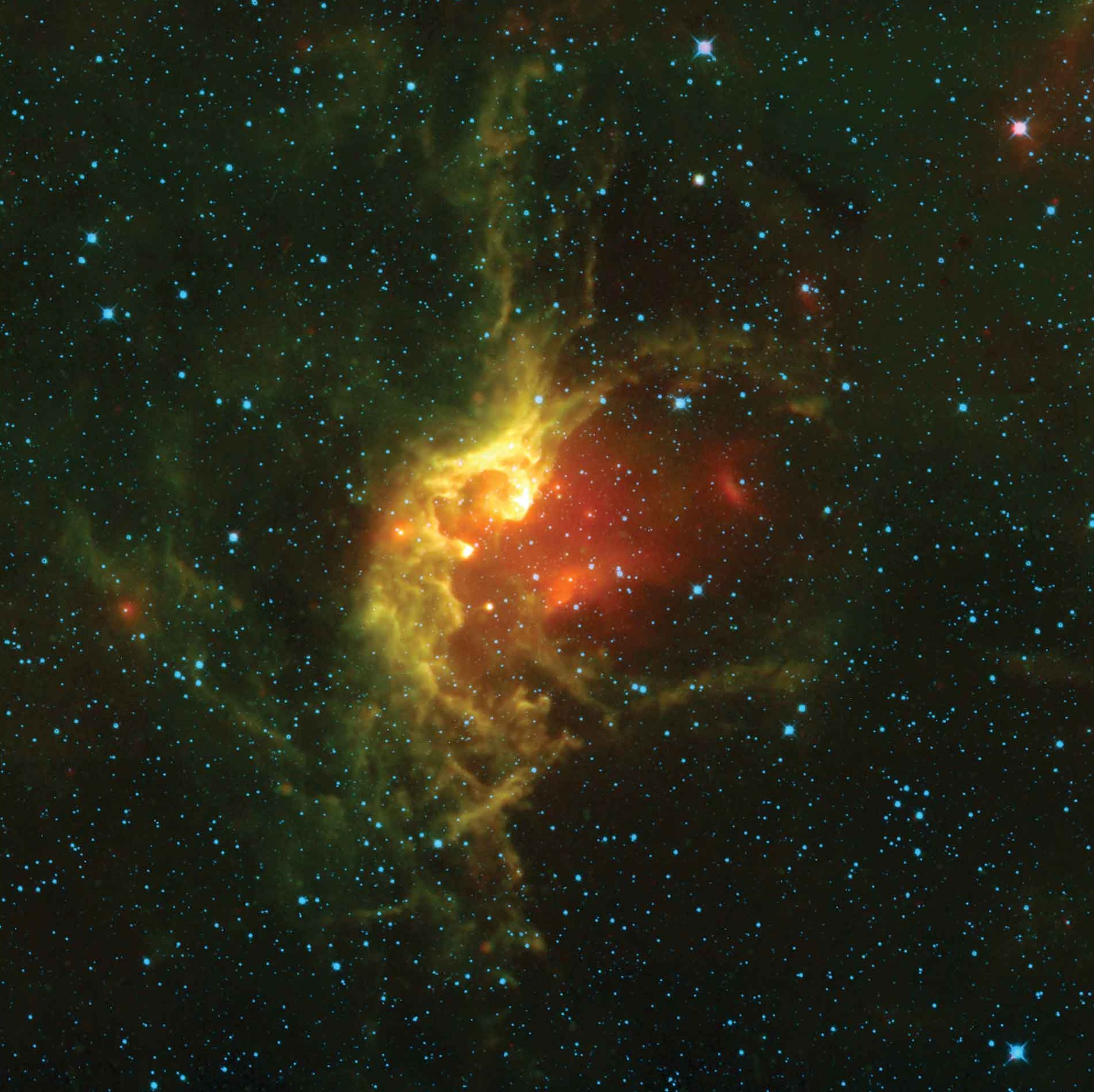
Zdjęcie w podczerwieni (WISE)

NGC 7380 jest jasną gromadą masywnych gwiazd typu O i B powstałych około 4 miliony lat temu. Gromada ta jest katalogowana również jako Sharpless 2-142, ponieważ jej gwiazdy są zanurzone w mgławicy emisyjnej i obszarze H II, rozciągającym się na przestrzeni około 110 lat świetlnych. Struktura obszaru H II wskazuje, że jest to bąbel zjonizowanego gazu rozłożonego wzdłuż powierzchni swojego macierzystego obłoku molekularnego, a obserwowany od strony krawędzi.